# Anónima (filme)
Anónima (bra/prt: Com Amor, Anônima) é um filme mexicano de comédia romântica de 2021, dirigido por Maria Torres e estrelado por Annie Cabello, Ralf Morales, Harold Azuara y Estefi Merelles. Foi lançado na Netflix em 10 de dezembro de 2021. O filme foi inspirado no livro de mesmo nome, da autora Wendy Mora.

## Sinopse
Uma mensagem de texto enviada por engano se transforma em uma amizade virtual com gostinho de romance, mas o casal não se dá conta de que já se conhece na vida real.

## Elenco
- Annie Cabello como Valeria "Vale" Ontiveros, aluna do último ano do ensino médio, Vale estabelece uma conexão profunda por meio de mensagens mutuamente anônimas com o colega de classe Alex, que ela não suporta na vida real. Enquanto isso, ela sonha em fazer filmes, mas seus pais querem que ela entre na empresa de elevadores.
- Marco Antonio Morales (Ralf) como Alex, vindo de uma família de classe média, Alex se sente como um estranho sendo o novo aluno em uma escola de alto nível. Hesitante em fazer novos amigos, Alex prefere enviar mensagens de texto anonimamente para Vale, com quem se desentende na vida real.
- Estefi Merelles como Regina, ao contrário de sua melhor amiga, Regina é extrovertida, atlética e despreocupada. Ela está sempre lá para ouvir e dar conselhos sobre namoro, mesmo que não entenda completamente o senso de humor de Vale.
- Harold Azuara como Ritchie, irmão de Regina e um pouco imaturo e propenso a se filmar agindo como um tolo para seus seguidores nas redes sociais. Ofendido pela falta de interesse de Alex em ser seu amigo, Ritchie inicialmente assume uma postura hostil em relação a ele.
- Alicia Vélez como Lina, a melhor amiga de Alex de sua antiga escola, Lina entende e respeita ele ter seu jeito distante, mesmo que ela o ache um pouco nerd. Cética em relação ao romance virtual de Alex, ela o pressiona para voltar à realidade.

## Prêmios e indicações
| Ano  | Prêmio                              | Categoria                  | Resultado |
| ---- | ----------------------------------- | -------------------------- | --------- |
| 2022 | 11th International Emmy Kids Awards | Filme ou Série Live-Action | Pendente  |